# Antonio Alsina
Antonio Alsina y Amils (en catalán: Antoni Alsina i Amils) (Tárrega, Lérida; 1864 - Barcelona, 1948) fue un pintor y escultor español.

## Biografía
Discípulo de Juan Samsó, vivió un tiempo en Roma. A su regreso, fue profesor en la Escuela de la Lonja de Barcelona. Inició su carrera dentro de un estilo clásico académico, con preferencia por los temas históricos (El Imperio Romano, 1899), evolucionando posteriormente al modernismo de moda en la Cataluña del momento. En la Exposición Universal de París de 1900 ganó la medalla de oro de escultura con Astucia y Fuerza. Tiene obra expuesta en diversos museos y espacios públicos de Barcelona (Parque de Montjuic y Parque de la España Industrial) y de Madrid (Parque del Retiro).

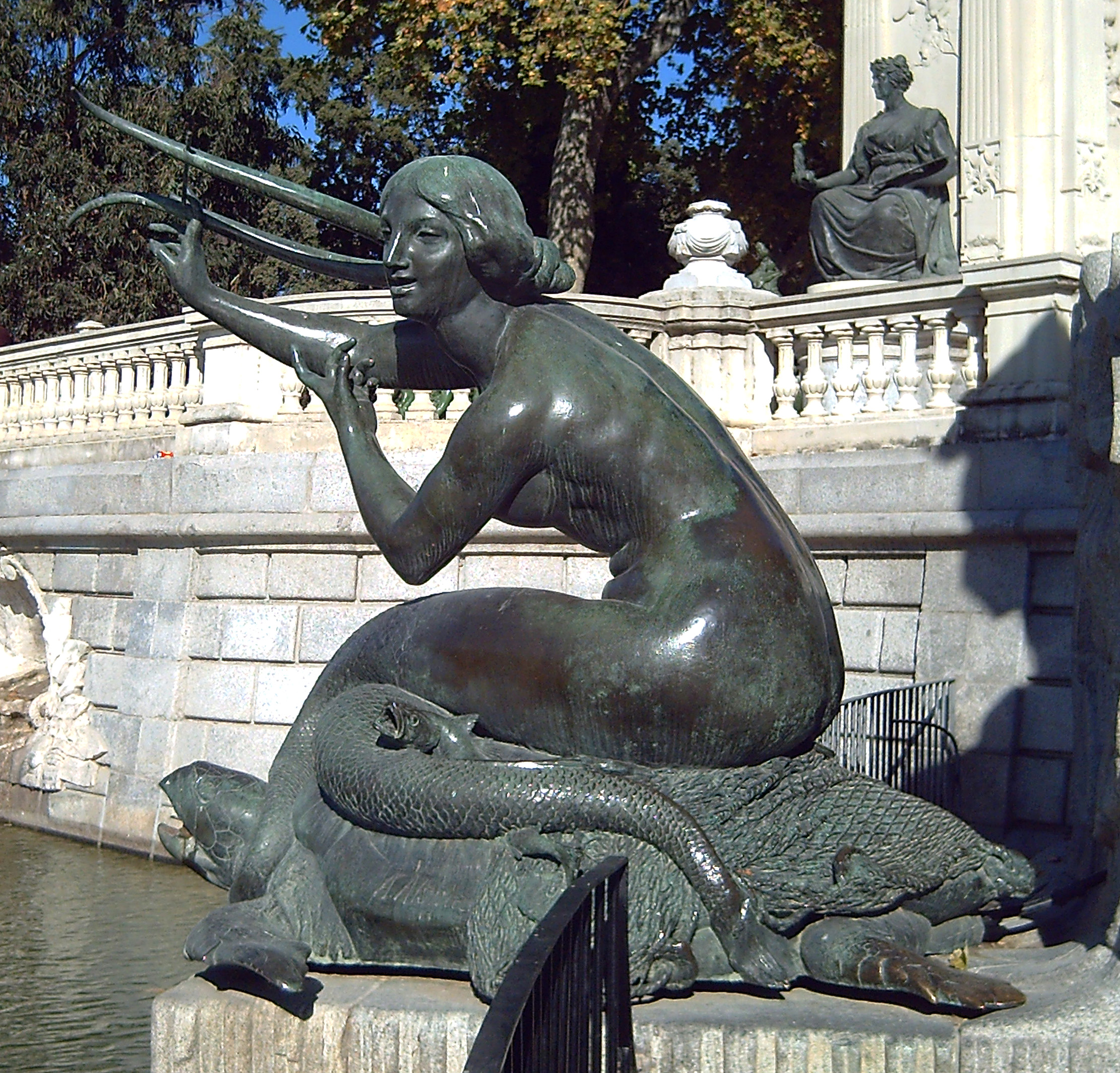
Escultura en bronce de una sirena sobre una tortuga, realizada por Antonio Alsina. Detalle del monumento a Alfonso XII en los Jardines del Buen Retiro de Madrid (España)
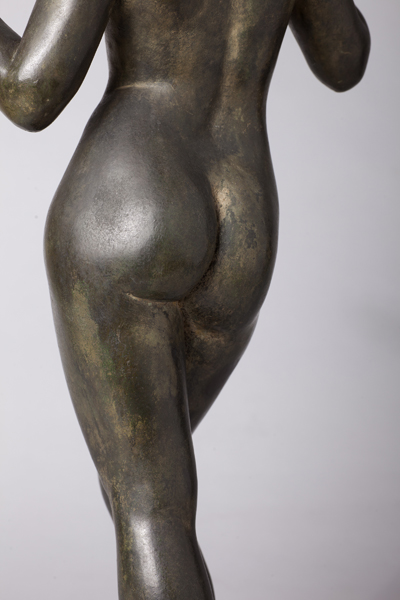
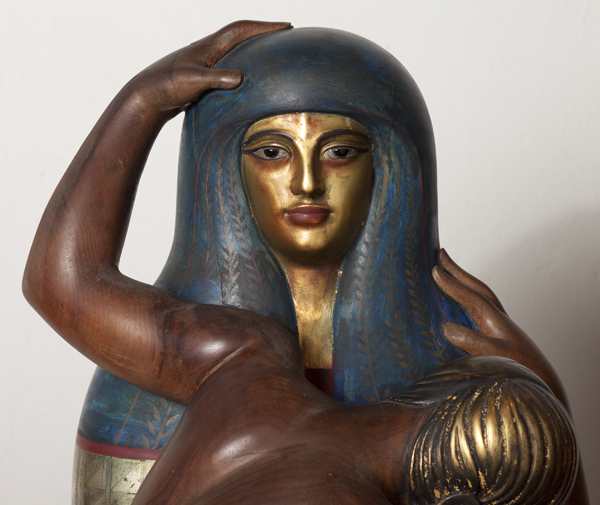
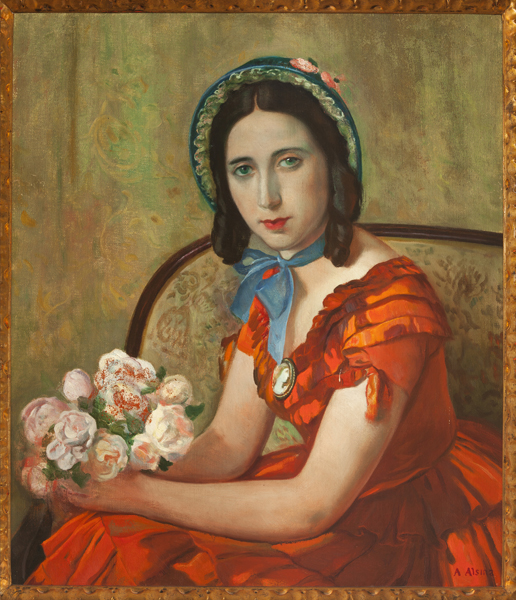
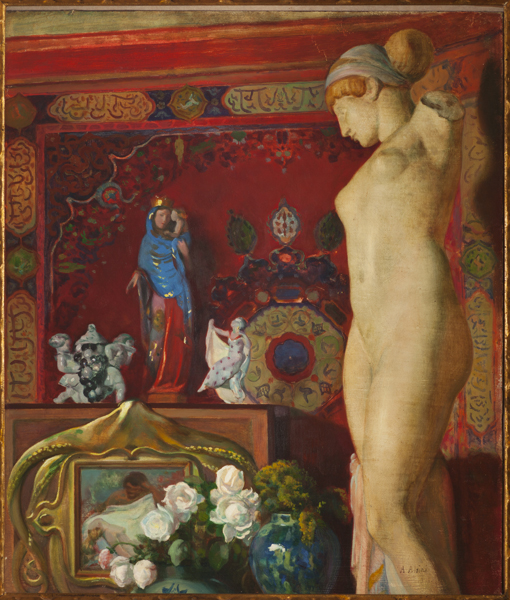